# Кафе Ландвер (сеть кофеен)
Кафе Ландвер (ивр. קפה לנדוור‎, нем. Landwehr-Cafe) — израильская компания по производству кофе и однаименная сеть кофеен.
Первоначально основана в 1919 году в Германии, затем снова открыта в Палестине после прихода к власти нацистов в 1933 году. Первая компания по производству кофе на территории Британской Палестины (будущего Израиля) .